# NGC 5941
NGC 5941 ist eine 13,9 mag helle elliptische Galaxie vom Hubble-Typ E2 im Sternbild Schlange. Sie gehört zu den drei in der Nummerierung der modernen Astronomie umstrittenen Mitgliedern der Hickson Compact Group 76 und wurde am 19. April 1887 von Lewis A. Swift entdeckt.